# Diplomatentreppe

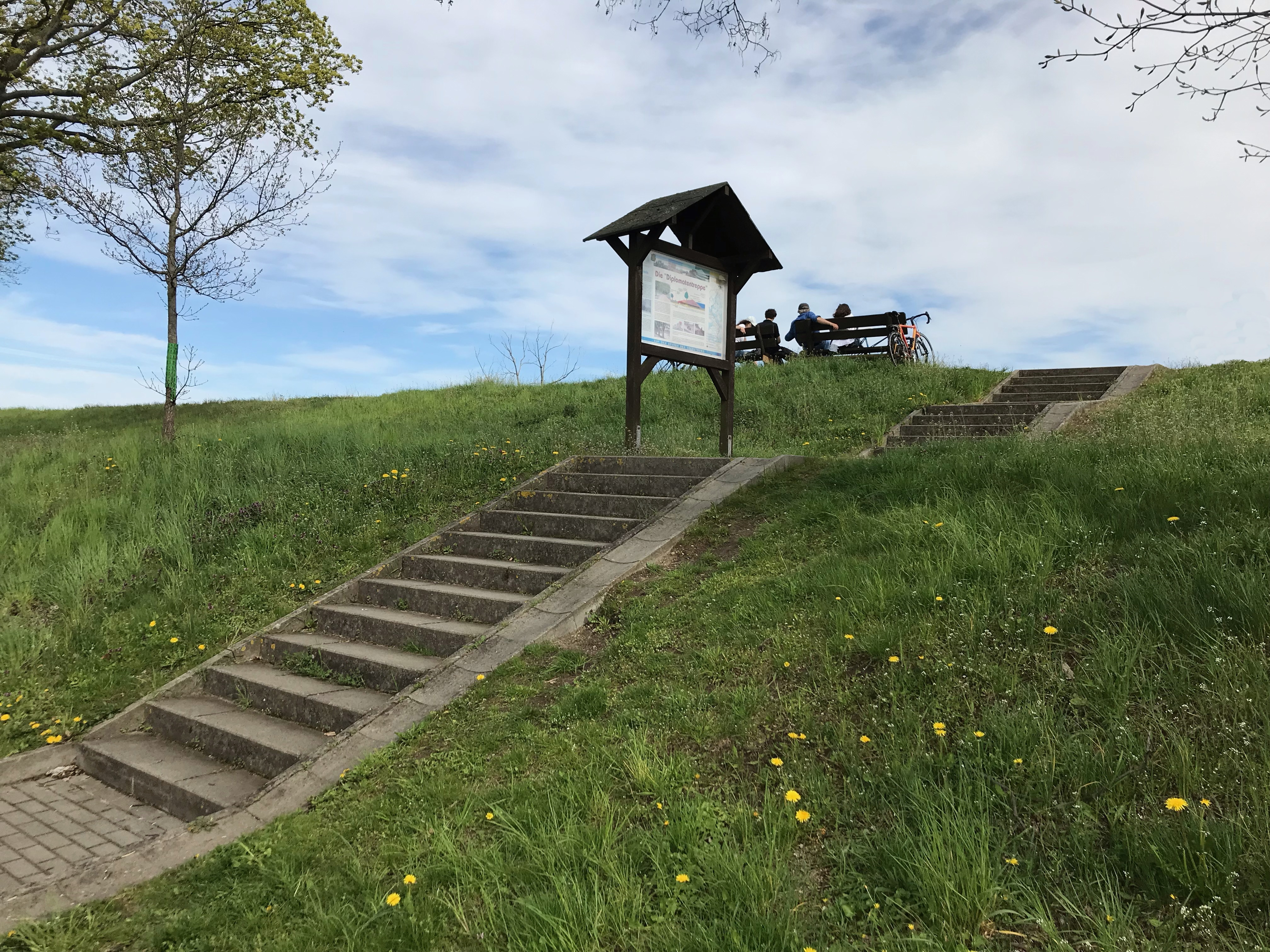
Neue Diplomatentreppe

Die Diplomatentreppe ist eine in der Nähe von Reitwein im Landkreis Märkisch-Oderland an der Westseite des Oderdeichs zwischen Deichkilometer 6,5 und 6,6 gebaute Treppe aus Betonfertigteilen.

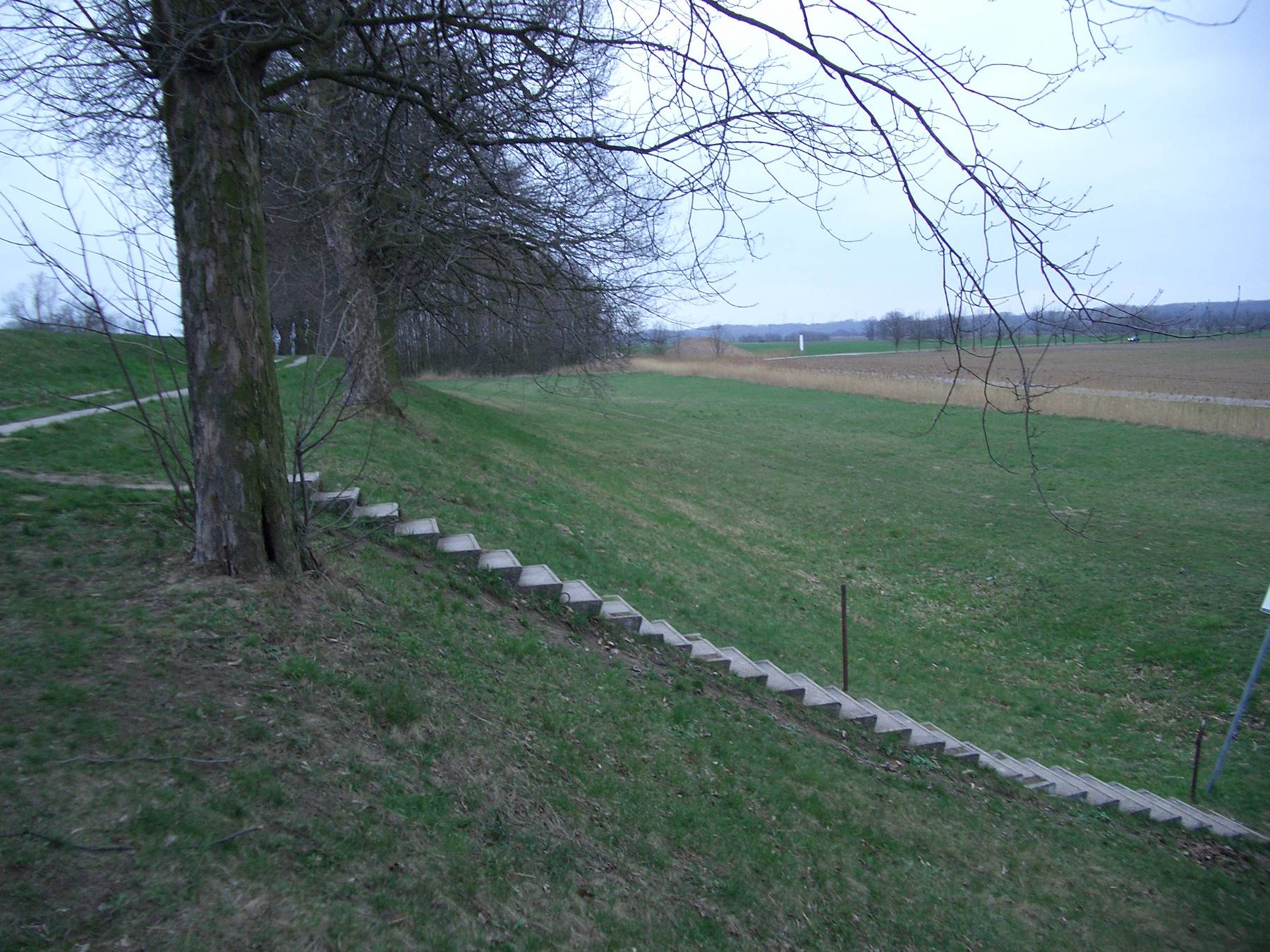
Diplomatentreppe vor dem Deichneubau

Sie wurde 1984/1985 aus Anlass des 40. Jahrestages der Befreiung in der Nähe der Stelle errichtet, an der am 2. Februar 1945 die 8. Gardearmee der Roten Armee unter General Wassili Tschuikow die Oder überquerte. Dies war eine der Vorbereitungsaktionen für die Schlacht um die Seelower Höhen am Ende des Zweiten Weltkriegs.
Ziel des Treppenbaus war es, den für die Feierlichkeiten angereisten Botschaftern von 40 diplomatischen Vertretungen in der DDR das Erklimmen des Oderdeichs und damit den Blick über die Oder in Richtung Osten zu erleichtern.
Im Zuge der Deichsanierung von 1998 bis 2005 nach dem Oderhochwasser 1997 wurde anstelle der alten Treppe eine neue errichtet.
Durch die Bürgerinitiative „Rettet die Oderdammallee“ konnte nach wochenlangen Protesten die Fällung von 54 Bäumen an der Diplomatentreppe verhindert werden. Im Zuge der Deichsanierung sollten alle Bäume auf dem Oderdeich weichen, wie es auf weiten Abschnitten des Oderdeiches geschah und auch der DIN-Norm für Flussdeiche (DIN 19712) entspricht. In Zusammenarbeit mit dem Landesumweltamt Brandenburg (LUA) konnte eine Lösung gefunden werden. Ein Pilotprojekt des Landes Brandenburg an der Diplomatentreppe beobachtete bis 2011 eine auf 504 Meter in die Deichkrone verbaute Spundwand mit einem Baumabschnitt ohne Spundwand.